# Chlosyne dryope
Chlosyne dryope är en fjärilsart som beskrevs av Frederick DuCane Godman och Osbert Salvin 1894. Chlosyne dryope ingår i släktet Chlosyne och familjen praktfjärilar. Inga underarter finns listade i Catalogue of Life.